# Phương ngữ Griko
Tiếng Griko, đôi khi viết là Grico, là phương ngữ của tiếng Hy Lạp Ý được nói bởi người Griko ở Salento và ở Calabria (nơi nó đôi khi được gọi là Grecanico). Một số nhà ngôn ngữ học Hy Lạp coi nó là một phương ngữ tiếng Hy Lạp hiện đại và thường gọi nó là Katoitaliótika (tiếng Hy Lạp: Κατωιταλιώτικα, "Nam Ý") hoặc Grekanika (Γρεκάνικα), trong khi những người nói riêng của nó gọi nó là Greko (Γκραίκο, tại Calabria) hoặc Griko (Γκρίκο, ở Salento). Tiếng Griko và tiếng Hy Lạp hiện đại chuẩn phần nào thông hiểu lẫn nhau.

## Phân loại
Giả thuyết phổ biến nhất về nguồn gốc của tiếng Griko là của Gerhard Rohlfs và Georgios Hatzidakis. Họ cho rằng nguồn gốc của tiếng Griko lùi xa vào lịch sử đến tận thời thuộc địa Hy Lạp cổ đại ở Nam Ý và Sicilia vào thế kỷ thứ tám trước Công nguyên. Do đó, phương ngữ Nam Ý được coi là dấu vết sống cuối cùng của các yếu tố Hy Lạp từng hình thành nên Magna Graecia.
Tuy nhiên, có những giả thuyết cạnh tranh theo đó tiếng Griko có thể đã bảo tồn một số yếu tố Doric, nhưng cấu trúc của nó chủ yếu dựa trên tiếng Hy Lạp Koine, giống như hầu hết các phương ngữ Hy Lạp hiện đại khác. Do đó, tiếng Griko nên được mô tả như là một hậu duệ chịu ảnh hưởng Doric của ngôn ngữ Hy Lạp Trung cổ được nói bởi những người chạy trốn khỏi Đế quốc Byzantine đến Ý để cố gắng trốn thoát khỏi Đế quốc Ottoman. Ý tưởng về phương ngữ Hy Lạp của miền Nam nước Ý có nguồn gốc từ tiếng Hy Lạp thời Trung cổ đã được đề xuất lần đầu tiên vào thế kỷ 19 bởi Giuseppe Morosi.

## Phân bố địa lý
Hai cộng đồng nói tiếng Hy Lạp Ý nhỏ còn tồn tại đến ngày nay ở vùng Calabria (tỉnh Reggio Calabria) và Puglia (bán đảo Salento) của Ý. Khu vực Salento nói tiếng Hy Lạp Ý bao gồm chín thị trấn nhỏ ở vùng Grecìa Salentina (Calimera, Martano, Castrignano de' Greci, Corigliano d'Otranto, Melpignano, Soleto, Sternatia, Zollino, Martignano), với tổng số 40.000 cư dân. Vùng Hy Lạp Calabria cũng bao gồm chín ngôi làng ở Bovesia, (bao gồm Bova Superiore, Roghudi, Gallicianò, Chorìo di Roghudi và Bova Marina) và bốn quận trong thành phố Reggio Calabria, nhưng dân số nhỏ hơn đáng kể, với khoảng 2.000 người.

## Tình trạng chính thức
Bởi Luật 482 năm 1999, nghị viện Ý công nhận cộng đồng Griko tại Reggio Calabria và Salento là dân tộc Hy Lạp và ngôn ngữ của họ ngôn ngữ thiểu số. Nó tuyên bố rằng Cộng hòa Ý bảo vệ ngôn ngữ và văn hóa của các dân tộc Albania, Catalunya, German, Hy Lạp, Slovenia và Croatia và của những người nói tiếng Pháp, Franco-Provençal, Friuli, Ladin, Occitan và Sardegna.

## Văn hóa
Có truyền thống truyền miệng và văn hóa dân gian Griko phong phú. Các bài hát, âm nhạc và thơ ca Griko đặc biệt phổ biến ở Ý và Hy Lạp. Các nhóm nhạc nổi tiếng từ Salento bao gồm Ghetonia và Aramirè. Ngoài ra, các nghệ sĩ Hy Lạp có ảnh hưởng như Dionysis Savvopoulos và Maria Farantouri đã biểu diễn bằng tiếng Griko. Đoàn nhạc kịch Hy Lạp Encardia tập trung vào các bài hát Griko cũng như về truyền thống âm nhạc của miền Nam nước Ý nói chung.